# Scaphioides reducta
Espèce
Synonymes
- Stenoonops reductus (Bryant, 1942)

Scaphioides reducta est une espèce d'araignées aranéomorphes de la famille des Oonopidae.

## Distribution
Cette espèce est endémique de Sainte-Croix aux îles Vierges des États-Unis,.

## Description
Le mâle mesure 1,47 mm et la femelle 1,67 mm.

## Publication originale
- Bryant, 1942 : Notes on the spiders of the Virgin Islands. Bulletin of the Museum of Comparative Zoology, no 89, p. 317-366 (texte intégral).